# Рамі Аніс
Рамі Аніс (18 березня 1991) — сирійський плавець.
Учасник Олімпійських Ігор 2016 року.